# ブレイン郡 (ネブラスカ州)
座標: 北緯41度56分 西経99度59分 / 北緯41.93度 西経99.98度
ブレイン郡（英: Blaine County）は、アメリカ合衆国のネブラスカ州にある郡。2000年時点での人口は583人で、郡庁所在地はブリュースター (Brewster)。
ネブラスカ州のナンバープレートで、ブレイン郡の車両は最初の数字が86になっている。これは1922年にナンバープレートの制度を確立した際、ブレイン郡の車両登録台数が州内の郡のなかで86番目に多かったからである。
ブレイン郡に住む25%以上の人々は末日聖徒イエス・キリスト教会に属している。ブレイン郡より東の地域ではそのような郡はなく、州内でも10%を超える郡は他にない。

## 歴史
ブレイン郡は1885年に組織され、郡の名は1884年アメリカ合衆国大統領選挙立候補者のジェイムズ・G・ブレインにちなんで付けられた。

## 地理
アメリカ合衆国国勢調査局によると、この郡は総面積1,850 km2 (714 mi2) である。このうち1,841 km2 (711 mi2)が陸地で、9 km2 (4 mi2) が海や湖などの水域である。総面積のうち0.50%が水域となっている。
ブレイン郡は州のアウトバック（未開拓の奥地の意）と呼ばれる地域に位置している。

### 隣接する郡
- ブラウン郡（北）
- ループ郡（東）
- カスター郡（南）
- ローガン郡（南西）
- トーマス郡（西）
- チェリー郡（北西）

### 国立保護区
- ネブラスカ国有林（一部）

## 人口動静

2000年の時点での郡の人口ピラミッド

2000年の国勢調査によると、ブレイン郡には583人、238世帯、及び168家族が暮らしている。人口密度は0.32/km2 (1/mi2) で、0/km2 (0/mi2) の平均的な密度に333軒の住居が建っている。この郡の人種の構成は白人98.97%、先住民0.51%、黒人（アフリカ系アメリカ人）、アジア系、太平洋諸島系、その他の人種はおらず、混血が0.51%で、0.17%の人々がヒスパニックまたはラテン系である。郡民の45.1%がドイツ系、12.2%がイングランド系、10.2%がアイルランド系、8.4%がアメリカ系の移民の子孫である。
ブレイン郡に住む238世帯のうち、30.30%は18歳未満の子どもと暮らしており、66.00%は夫婦で生活している。2.50%は未婚の女性が世帯主であり、29.00%は家族以外の住人と同居している。26.90%は独居で、全世帯の13.90%は65歳以上の独居老人世帯である。1世帯あたりの平均人数は2.45人であり、家庭の場合は2.98人である。
郡の住民は26.20%が18歳未満の子どもで、18歳以上24歳以下が3.90%、25歳以上44歳以下が26.60%、45歳以上64歳以下が26.40%、および65歳以上が16.80%となっている。平均年齢は40歳である。女性100人に対して男性は101.70人いて、18歳以上の女性100人に対しては男性は100.90人いる。
郡の世帯ごとの平均収入は25,278米ドルで、家族ごとでは28,472米ドルである。男性の17,917米ドルに対して女性は20,000米ドルの平均的な収入がある。この郡の一人当たりの収入 (per capita income) は12,323米ドルである。総人口の19.40%、家族の18.70%は貧困線以下である。18歳未満の子どもの21.70%及び65歳以上の9.40%は貧困線以下の生活を送っている。

## コミュニティ

### 村
- ブリュースター (en:Brewster, Nebraska)
- ダニング (en:Dunning, Nebraska)
- ハルゼー (en:Halsey, Nebraska) トーマス郡にまたがって位置する

### その他
- パーダム (en:Purdum, Nebraska)